# 时钟座ι
时钟座ι星是一颗位于时钟座、距离地球约56光年的黄矮星，同时也是一颗太阳相似体。该恒星被归类为G0Vp型黄矮星（之前曾被认为属于G3型次巨星）。其质量和半径均较太阳大，亮度也比太阳大50%。
及至1998年，科学家发现了一颗环绕其运行的系外行星，这颗行星的运行轨道接近于地球的轨道，因此美国国家航空航天局将其列为计划实施的类地行星发现者任务的第69号候选对象。2000年，科学家宣布在该恒星周围发现了原行星盘，但后来确定其实只是观测仪器造成的伪迹。

## 距离和能见度
由于时钟座ι星所在的时钟座是一个较小的星座，其在天空中并不明亮，所以这颗恒星并未经过传统命名。在时钟座中，时钟座ι星位于时钟座μ和时钟座υ之间（尽管相互之间的实际距离十分遥远）。

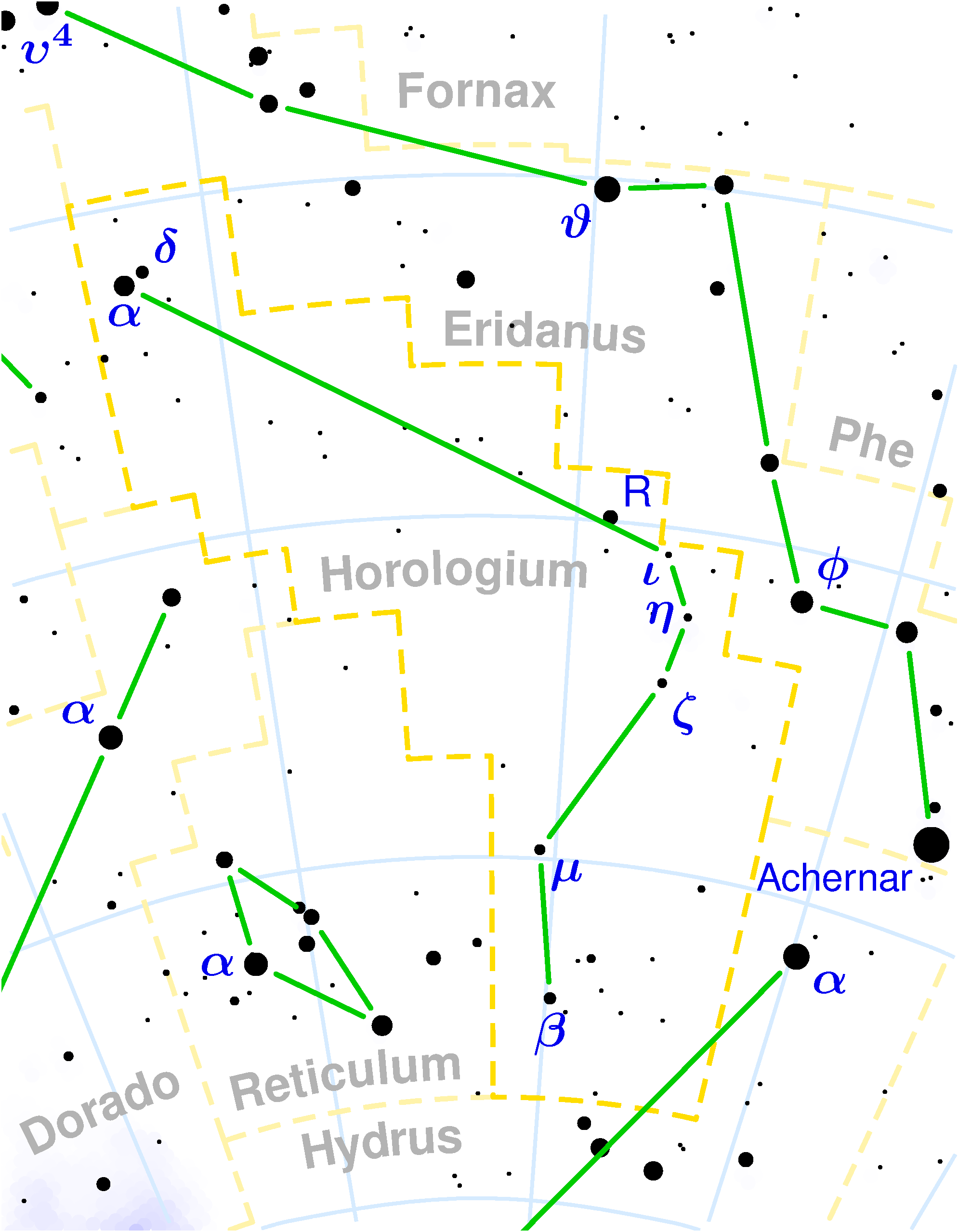
时钟座ι星在时钟座中的位置

光谱仪的分析显示该恒星是和毕宿星团中的恒星一同形成的（约在6亿2500万年前），并在形成之后缓慢地远离了毕宿星团。现今，该恒星与其其诞生地已有130光年距离。这也意味着该恒星中含有的金属元素是继承自形成它的原始星云，而非获得自吞没行星的物质。
就时钟座ι星现在所在位置来说，最靠近其的恒星是波江座χ（属黄次巨星），距离约为7光年。而最靠近其的行星系统则是HD 10647系统（HD 10647属黄矮星），距离约为9光年；其次为网罟座ε系统，距离约为16光年。其他接近时钟座ι星的行星系统包括凤凰座ν系统和网罟座ζ系统。

## 行星系统
至1998年，科学家已经发现了一颗环绕时钟座ι星运行的木星大小的系外行星，其被命名为时钟座ι星b，这一行星是一项启动于1992年11月的针对40颗太阳相似体进行的长期观测活动的成果之一。
科学家曾宣称在2000年10月对该恒星进行的观测中发现了一个环绕该恒星的原行星盘，距离该恒星约65天文单位，类似于太阳系中的柯伊伯带。但是进一步的分析表明该发现只是仪器造成的伪迹，该发现声明遂被撤回。
对该系统所作的稳定性分析表明在时钟座ι星b的特洛伊点上允许一颗地球大小的天体的长期存在。